# Apina callisto
Apina callisto är en fjärilsart som beskrevs av Walker 1855. Apina callisto ingår i släktet Apina och familjen nattflyn. Inga underarter finns listade i Catalogue of Life.

## Bildgalleri

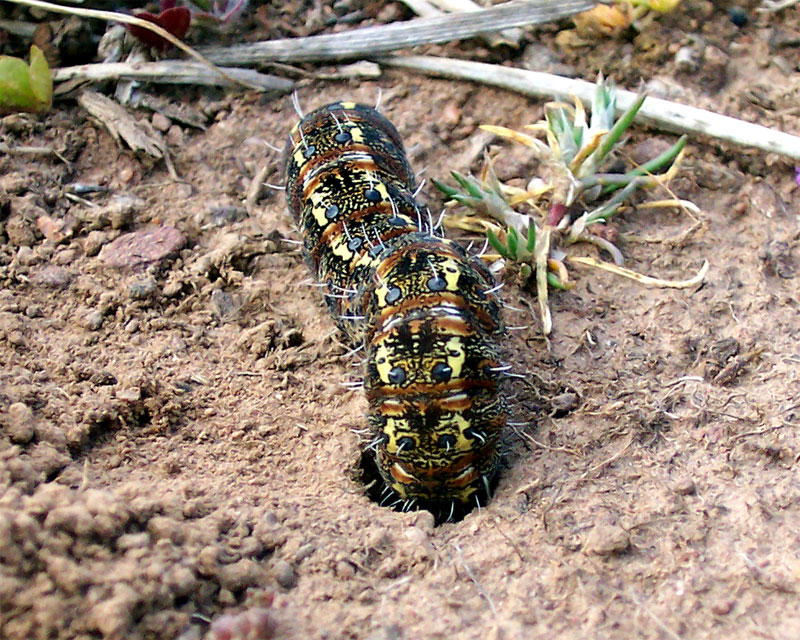
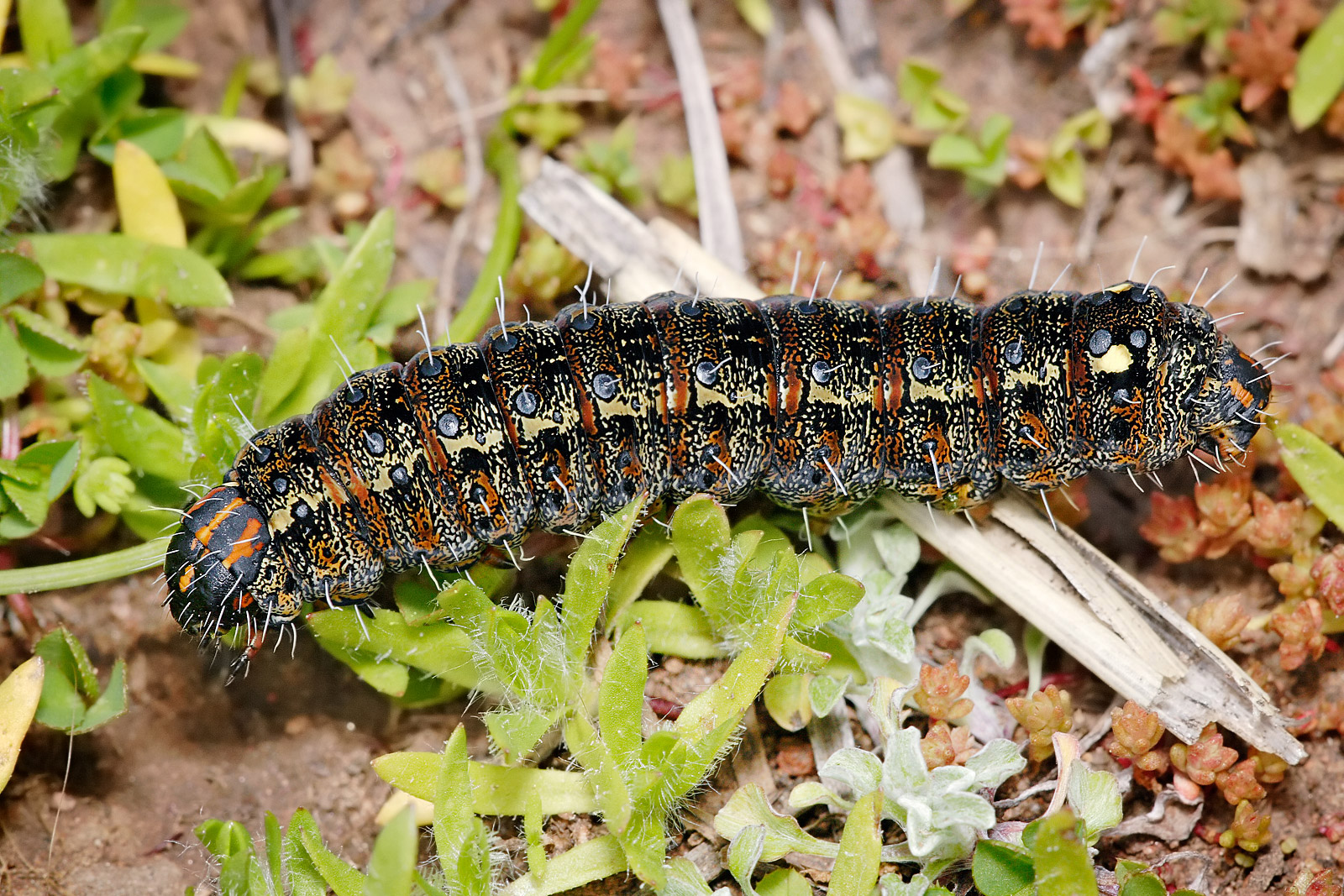